# Gran Premio di Gran Bretagna 2005
Il Gran Premio di Gran Bretagna 2005 è stata l'undicesima prova della stagione 2005 del campionato mondiale di Formula 1. Svoltosi il 10 luglio 2005 sul circuito di Silverstone, è stato vinto da Juan Pablo Montoya su McLaren-Mercedes, che ha preceduto Fernando Alonso su Renault e il compagno di squadra Kimi Räikkönen. Sono inoltre giunti a punti Giancarlo Fisichella, Jenson Button, Michael Schumacher, Rubens Barrichello e Ralf Schumacher. Patrick Friesacher effettua la sua ultima gara in F1 dopo aver corso le prime 11 gare con la Minardi; infatti dalla gara successiva sarà sostituito dal collaudatore e terzo pilota della Jordan Robert Doornbos.

## Vigilia

### Aspetti sportivi
Nelle prove libere del venerdì, oltre ai piloti titolari, partecipano alle prime due sessioni anche Pedro de la Rosa con la McLaren, Vitantonio Liuzzi con la Red Bull, Ricardo Zonta con la Toyota e Robert Doornbos con la Jordan.

## Prove

### Risultati
Nella prima sessione del venerdì si è avuta questa situazione:
| Pos | Nº | Pilota           | Costruttore      | Tempo    | Gap    | Giri |
| --- | -- | ---------------- | ---------------- | -------- | ------ | ---- |
| 1   | 35 | Pedro de la Rosa | McLaren-Mercedes | 1:19.205 |        | 21   |
| 2   | 38 | Ricardo Zonta    | Toyota           | 1:20.139 | +0.934 | 30   |
| 3   | 3  | Jenson Button    | BAR-Honda        | 1:20.211 | +1.006 | 10   |

Nella seconda sessione del venerdì si è avuta questa situazione:
| Pos | Nº | Pilota             | Costruttore      | Tempo    | Gap    | Giri |
| --- | -- | ------------------ | ---------------- | -------- | ------ | ---- |
| 1   | 35 | Pedro de la Rosa   | McLaren-Mercedes | 1:18.530 |        | 37   |
| 2   | 38 | Ricardo Zonta      | Toyota           | 1:18.964 | +0.434 | 31   |
| 3   | 10 | Juan Pablo Montoya | McLaren-Mercedes | 1:20.252 | +1.722 | 17   |

Nella prima sessione del sabato si è avuta questa situazione:
| Pos | Nº | Pilota          | Costruttore      | Tempo    | Gap    | Giri |
| --- | -- | --------------- | ---------------- | -------- | ------ | ---- |
| 1   | 9  | Kimi Räikkönen  | McLaren-Mercedes | 1:20.975 |        | 7    |
| 2   | 5  | Fernando Alonso | Renault          | 1:21.402 | +0.427 | 9    |
| 3   | 3  | Jenson Button   | BAR-Honda        | 1:21.996 | +1.021 | 6    |

Nella seconda sessione del sabato si è avuta questa situazione:
| Pos | Nº | Pilota             | Costruttore      | Tempo    | Gap    | Giri |
| --- | -- | ------------------ | ---------------- | -------- | ------ | ---- |
| 1   | 5  | Fernando Alonso    | Renault          | 1:20.077 |        | 14   |
| 2   | 10 | Juan Pablo Montoya | McLaren-Mercedes | 1:20.128 | +0.051 | 13   |
| 3   | 17 | Jarno Trulli       | Toyota           | 1:20.449 | +0.372 | 13   |

## Qualifiche

### Resoconto
Alonso ottiene la pole position a discapito di Räikkönen per soli ventisette millesimi: la vettura del finlandese, sul quale grava la penalità di dieci posizioni in griglia per la sostituzione del motore, imbarca un quantitativo di benzina che gli permette di compiere circa tre giri in più rispetto allo spagnolo. Alle loro spalle si posizionano Jenson Button e Juan Pablo Montoya. A mezzo secondo da Alonso, ad aprire la terza fila, si posiziona Jarno Trulli affiancato, a più di un secondo dalla vetta, dalla prima Ferrari di Rubens Barrichello. L'altra vettura di Maranello ottiene la decima prestazione, a dimostrazione del fatto che qualcosa a livello d'assetto non funziona, dato che prende un secondo e tre decimi dalla vetta nonostante Michael Schumacher e Fernando Alonso imbarchino lo stesso quantitativo di benzina.

### Risultati
Nella sessione di qualifica si è avuta questa situazione:
| Pos | Nº | Pilota               | Costruttore      | Tempo       | Distacco | Griglia |
| --- | -- | -------------------- | ---------------- | ----------- | -------- | ------- |
| 1   | 5  | Fernando Alonso      | Renault          | 1:19.905    |          | 1       |
| 2   | 9  | Kimi Räikkönen       | McLaren-Mercedes | 1:19.932    | +0.027   | 12      |
| 3   | 3  | Jenson Button        | BAR-Honda        | 1:20.207    | +0.302   | 2       |
| 4   | 10 | Juan Pablo Montoya   | McLaren-Mercedes | 1:20.382    | +0.477   | 3       |
| 5   | 16 | Jarno Trulli         | Toyota           | 1:20.439    | +0.554   | 4       |
| 6   | 2  | Rubens Barrichello   | Ferrari          | 1:20.906    | +1.001   | 5       |
| 7   | 6  | Giancarlo Fisichella | Renault          | 1:21.010    | +1.105   | 6       |
| 8   | 4  | Takuma Satō          | BAR-Honda        | 1:21.114    | +1.209   | 7       |
| 9   | 17 | Ralf Schumacher      | Toyota           | 1:21.191    | +1.286   | 8       |
| 10  | 1  | Michael Schumacher   | Ferrari          | 1:21.275    | +1.370   | 9       |
| 11  | 11 | Jacques Villeneuve   | Sauber-Petronas  | 1:21.352    | +1.447   | 10      |
| 12  | 7  | Mark Webber          | Williams-BMW     | 1:21.997    | +2.092   | 11      |
| 13  | 14 | David Coulthard      | RBR-Cosworth     | 1:22.108    | +2.203   | 13      |
| 14  | 8  | Nick Heidfeld        | Williams-BMW     | 1:22.117    | +2.212   | 14      |
| 15  | 15 | Christian Klien      | RBR-Cosworth     | 1:22.207    | +2.302   | 15      |
| 16  | 12 | Felipe Massa         | Sauber-Petronas  | 1:22.495    | +2.590   | 16      |
| 17  | 19 | Narain Karthikeyan   | Jordan-Toyota    | 1:23.583    | +3.678   | 17      |
| 18  | 21 | Christijan Albers    | Minardi-Cosworth | 1:24.576    | +4.671   | 18      |
| 19  | 20 | Patrick Friesacher   | Minardi-Cosworth | 1:25.566    | +5.661   | 19      |
| 20  | 18 | Tiago Monteiro       | Jordan-Toyota    | senza tempo | -        | 20      |

## Gara

### Resoconto
Ottima partenza per la McLaren di Juan Pablo Montoya, che riesce a portarsi subito in testa, seguito da Fernando Alonso, poi Button, Barrichello, Giancarlo Fisichella, Trulli, Michael Schumacher e Kimi Räikkönen, che recupera subito tre posizioni. Dietro all’abruzzese, il tedesco, ma soprattutto Kimi, vedono dileguarsi le possibilità di combattere per la vittoria. La sosta del colombiano arriva al giro 22, seguita un giro dopo da quella di Alonso, che non riesce a superare la McLaren di un soffio. Fisichella sale al terzo posto, Raikkonen, ultimo dei primi a fermarsi, al sesto, virtualmente quinto visto che Rubens Barrichello è su una strategia a tre soste. Nella fase centrale della gara, Montoya riesce ad allungare leggermente su Alonso, che ha più benzina. Raikkonen raggiunge Button che riuscirà a passare con la seconda sosta. Fisichella, che si ferma un giro dopo il finlandese,  spegne il motore ripartendo e  deve concedergli il podio. Alonso rifornisce quattro giri dopo Montoya e rimane dietro anche per il tempo perso nel doppiaggio di Trulli. Il colombiano resiste alla pressione di Fernando e conquista la sua prima vittoria con il team di Woking.

### Risultati
I risultati del gran premio sono i seguenti:
| Pos | Nº | Pilota               | Costruttore      | Gomme | Giri | Tempo/Ritiro/Media         | Griglia | Punti |
| --- | -- | -------------------- | ---------------- | ----- | ---- | -------------------------- | ------- | ----- |
| 1   | 10 | Juan Pablo Montoya   | McLaren-Mercedes | M     | 60   | 1:24:29.588 - 218.968 km/h | 3       | 10    |
| 2   | 5  | Fernando Alonso      | Renault          | M     | 60   | +2.739                     | 1       | 8     |
| 3   | 9  | Kimi Räikkönen       | McLaren-Mercedes | M     | 60   | +14.436                    | 12      | 6     |
| 4   | 6  | Giancarlo Fisichella | Renault          | M     | 60   | +17.914                    | 6       | 5     |
| 5   | 3  | Jenson Button        | BAR-Honda        | M     | 60   | +40.264                    | 2       | 4     |
| 6   | 1  | Michael Schumacher   | Ferrari          | B     | 60   | +1:15.322                  | 9       | 3     |
| 7   | 2  | Rubens Barrichello   | Ferrari          | B     | 60   | +1:16.567                  | 5       | 2     |
| 8   | 17 | Ralf Schumacher      | Toyota           | M     | 60   | +1:19.212                  | 8       | 1     |
| 9   | 16 | Jarno Trulli         | Toyota           | M     | 60   | +1:20.851                  | 4       |       |
| 10  | 12 | Felipe Massa         | Sauber-Petronas  | M     | 59   | +1 giro                    | 16      |       |
| 11  | 7  | Mark Webber          | Williams-BMW     | M     | 59   | +1 giro                    | 11      |       |
| 12  | 8  | Nick Heidfeld        | Williams-BMW     | M     | 59   | +1 giro                    | 14      |       |
| 13  | 14 | David Coulthard      | RBR-Cosworth     | M     | 59   | +1 giro                    | 13      |       |
| 14  | 11 | Jacques Villeneuve   | Sauber-Petronas  | M     | 59   | +1 giro                    | 10      |       |
| 15  | 15 | Christian Klien      | RBR-Cosworth     | M     | 59   | +1 giro                    | 15      |       |
| 16  | 4  | Takuma Satō          | BAR-Honda        | M     | 58   | +2 giri                    | 7       |       |
| 17  | 18 | Tiago Monteiro       | Jordan-Toyota    | B     | 58   | +2 giri                    | 20      |       |
| 18  | 21 | Christijan Albers    | Minardi-Cosworth | B     | 57   | +3 giri                    | 18      |       |
| 19  | 20 | Patrick Friesacher   | Minardi-Cosworth | B     | 56   | +4 giri                    | 19      |       |
| Rit | 19 | Narain Karthikeyan   | Jordan-Toyota    | B     | 10   | Problema elettrico         | 17      |       |

## Classifiche Mondiali

### Piloti
| Pos | Pilota               | Punti |
| --- | -------------------- | ----- |
| 1   | Fernando Alonso      | 77    |
| 2   | Kimi Räikkönen       | 51    |
| 3   | Michael Schumacher   | 43    |
| 4   | Rubens Barrichello   | 31    |
| 5   | Jarno Trulli         | 31    |
| 6   | Juan Pablo Montoya   | 26    |
| 7   | Giancarlo Fisichella | 25    |
| 8   | Nick Heidfeld        | 25    |
| 9   | Ralf Schumacher      | 23    |
| 10  | Mark Webber          | 22    |
| 11  | David Coulthard      | 17    |
| 12  | Jenson Button        | 9     |
| 13  | Felipe Massa         | 7     |
| 14  | Tiago Monteiro       | 6     |
| 15  | Alexander Wurz       | 6     |
| 16  | Jacques Villeneuve   | 6     |
| 17  | Narain Karthikeyan   | 5     |
| 18  | Christijan Albers    | 4     |
| 19  | Pedro de la Rosa     | 4     |
| 20  | Christian Klien      | 4     |
| 21  | Patrick Friesacher   | 3     |
| 22  | Vitantonio Liuzzi    | 1     |

### Costruttori
| Pos | Team             | Punti |
| --- | ---------------- | ----- |
| 1   | Renault          | 102   |
| 2   | McLaren-Mercedes | 87    |
| 3   | Ferrari          | 74    |
| 4   | Toyota           | 54    |
| 5   | Williams-BMW     | 47    |
| 6   | RBR-Cosworth     | 22    |
| 7   | Sauber-Petronas  | 13    |
| 8   | Jordan-Toyota    | 11    |
| 9   | BAR-Honda        | 9     |
| 10  | Minardi-Cosworth | 7     |